# Курчанское сельское поселение
Курчанское сельское поселение — муниципальное образование в Темрюкском районе Краснодарского края России.
В рамках административно-территориального устройства Краснодарского края ему соответствует Курчанский сельский округ.
Административный центр — станица Курчанская.

## География
Поселение занимает северо-восточную часть Темрюкского района и граничит:
- на востоке — (по реке Курке) со Славянским районом;
- на юге — (по реке Кубань) с Крымским районом;
- на западе — с г. Темрюк; на севере — со Славянским районом;
- на юго-западе — с Анапским районом.

Протяженность поселения с запада на восток — 14,1 км; с севера на юг — 32,5 км.

## Население
| 2010    | 2012    | 2013    | 2014    | 2015    | 2016    | 2017    |
| ------- | ------- | ------- | ------- | ------- | ------- | ------- |
| 11 060  | ↗11 213 | ↗11 262 | ↗11 348 | ↗11 382 | ↗11 491 | ↗11 600 |
| 2018    | 2019    | 2020    | 2021    | 2023    |         |         |
| ↗11 750 | ↘11 741 | ↗11 867 | ↘11 009 | ↗11 032 |         |         |

## Населённые пункты
В состав сельского поселения (сельского округа) входят 4 населённых пункта:
| № | Населённый пункт    | Тип населённого пункта | Население (чел.) |
| - | ------------------- | ---------------------- | ---------------- |
| 1 | Курчанская          | станица                | ↗6703            |
| 2 | Красный Октябрь     | посёлок                | ↗1800            |
| 3 | Ордынский           | посёлок                | →0               |
| 4 | Светлый Путь Ленина | посёлок                | ↗2660            |

## История
В 1925 году был образован Курчанский сельсовет, преобразованный в сельский округ в 1993 году. В 2005 году в границах последнего было образовано сельское поселение.

## Экономика
Основными отраслями экономики района являются — рисоводство, виноградарство, виноделие, рыбная промышленность.